# Glena rusticaria
Glena rusticaria là một loài bướm đêm trong họ Geometridae.